# هيو ماكدونالد (نبال)
هيو ماكدونالد هو نبال كندي، ولد في 22 سبتمبر 1974 في ساسكاتون في كندا.

## روابط خارجية
- هيو ماكدونالد على موقع اتحاد ألعاب الكومنولث (مؤرشف) (الإنجليزية)